# Purble Place
Purble Place（パーブル プレース）は、Windows VistaとWindows 7のHome Premium以上に搭載されているオベロン・メディアが開発したコンピュータゲームである。子供の記憶力、パターン認識、推理力を養うためのゲームで、難易度を上げればあらゆる年代の人が楽しむことができる。Comfy Cakes、Purble Shop、Purble Pairsの3つのゲームで構成されている。Windows 8以降のOSには対応していない。

## 歴史
Purble Placeは、Windows Vista Build 5219からChess TitansとMahjong Titansと一緒に導入された。

## Purble Placeのゲーム
ゲームのホーム画面には「Purble Pairs」「Comfy Cakes」「Purble Shop」の3種のゲームがある。

### Purble Pairs
Purble Pairsは、神経衰弱に似たパターン認識および記憶力を養うゲームである。目的は、最短ターン数で絵柄を揃えることである。難易度が上昇するにつれて、制限時間が設けられるようになり、マスの数が多くなり、より多くの類似した絵柄が登場するようになる。初級では5x5マスを1つ、中級では6x6マスを2つ、上級では8x8マスを4つ解く。より高い難易度では、めくったカードとマッチするカードを自動的に探すジェスターのほか、Comfy Cakesのケーキ生地ステーションのカードがペアになって盤面をシャッフルしたり、制限時間を追加する時計、ケーキを含むカードのペアを見つけて自動的にマッチするComfy Cakesシェフなど、多数の特別なペアが存在する。スニークピークコインボーナスでは、数秒間だけ残りのカードを全て見ることができるが、こうして公開されたカードはすべて1ターンとカウントされる。このゲームはバージョン0.4では遊べない。

### Comfy Cakes
Comfy Cakesは、手と目の協調性を養うゲームである。目的は、テレビに映し出されたケーキと一致するようにベルトコンベアを動かしながらケーキを組み立て、注文を満たすことである。ケーキの要素には、ケーキの形（四角、丸、ハート）、スポンジの味（イチゴ、チョコレート、バニラ）、スポンジの間に塗るクリーム（赤、緑、白）、ケーキの上に塗るアイシング（イチゴ、チョコレート、バニラ）、その他のデコレーションがある。作ったケーキがテレビに映し出されたものと一致しない場合、プレイヤーはペナルティを受け、ケーキはゴミ箱に捨てられてしまう。2～3回失敗したケーキを作るとゲームオーバーとなる。5～6個の完成したケーキを発送することができればプレイヤーの勝利となり、スコアが計上される。スコアは、作ったケーキの数、失敗したケーキの数、ケーキ作りの効率によって決まる。難易度が上昇するにつれて仕様は複雑になり、1本のベルトコンベアで複数のケーキを同時に作るようになる。

### Purble Shop
Purble Shopは、暗号解読ゲームである。コンピュータは、プレイヤーに隠された最大5つの特徴（髪飾り、目、鼻、口、服）の色を決定する。色は、赤、紫、黄、青、緑の中から選ぶことができ、1つの色は何度でも使用でき、使用しないことも可能である。プレイヤーは、限られた回数の中で、正しい色を推理・推測する（初級難易度では行わない）。初級では3³＝27通り、中級は4⁴＝256通り、上級は5⁵＝3125通りの組み合わせがあり得る。初級と中級は、1手ごとにコンピュータがどの項目が正解だったかを教えてくれるので、推理の余地はほとんどない。上級では、コンピュータはどの項目が正解であったかをプレイヤーに知らせず、色も位置も正しいピックの数と、色は正しいが間違った位置にあるピックの数だけを知らせる。この難易度は、「マスターマインド」に似ていて、論理的な推理が必要となる（ただし、運で成功する可能性もある）。